# Sorø Kunstmuseum

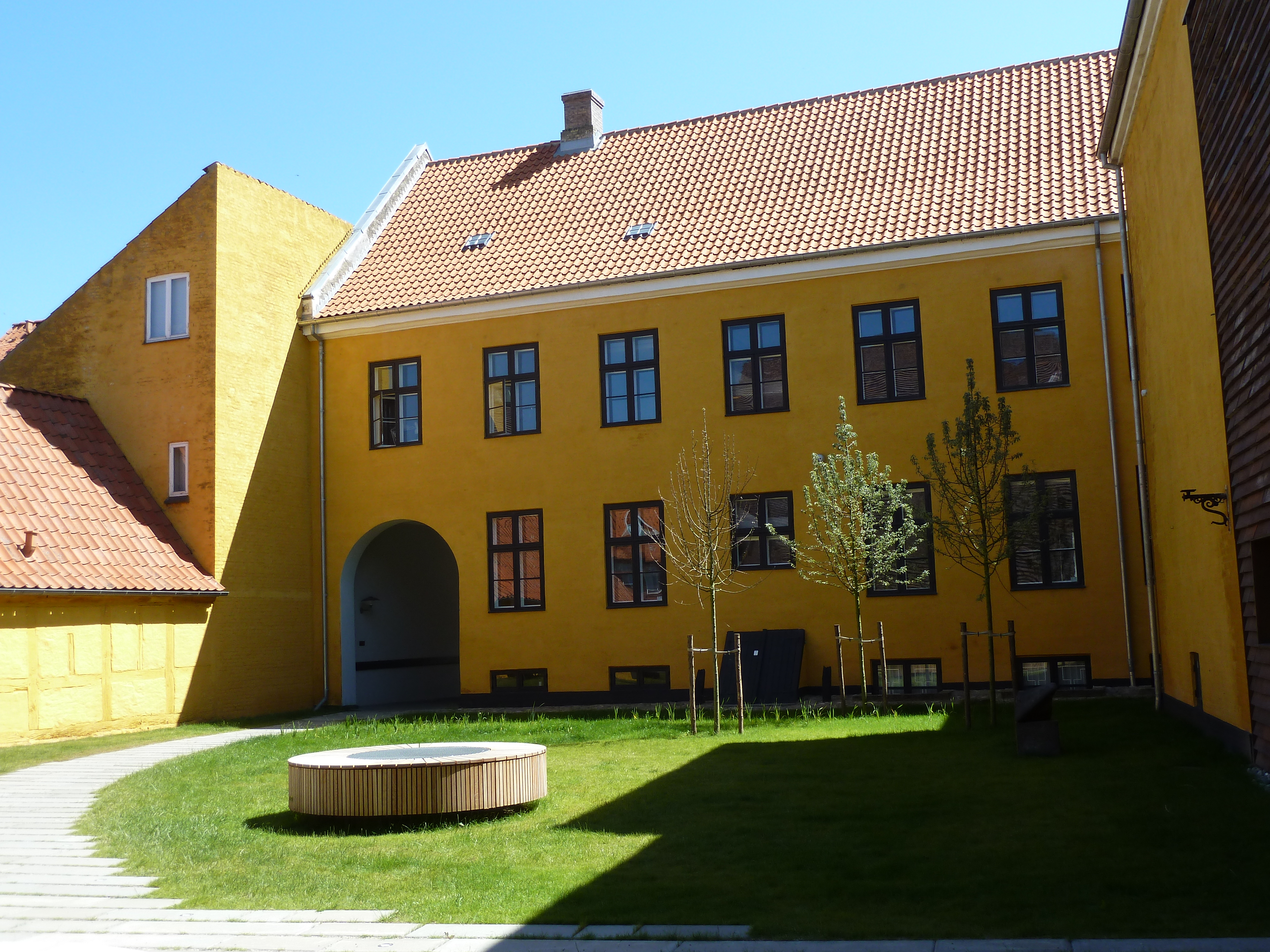
Den äldre byggnaden sedd från innergården med ett av de runda skylights till den underjordiska utställningslokalen

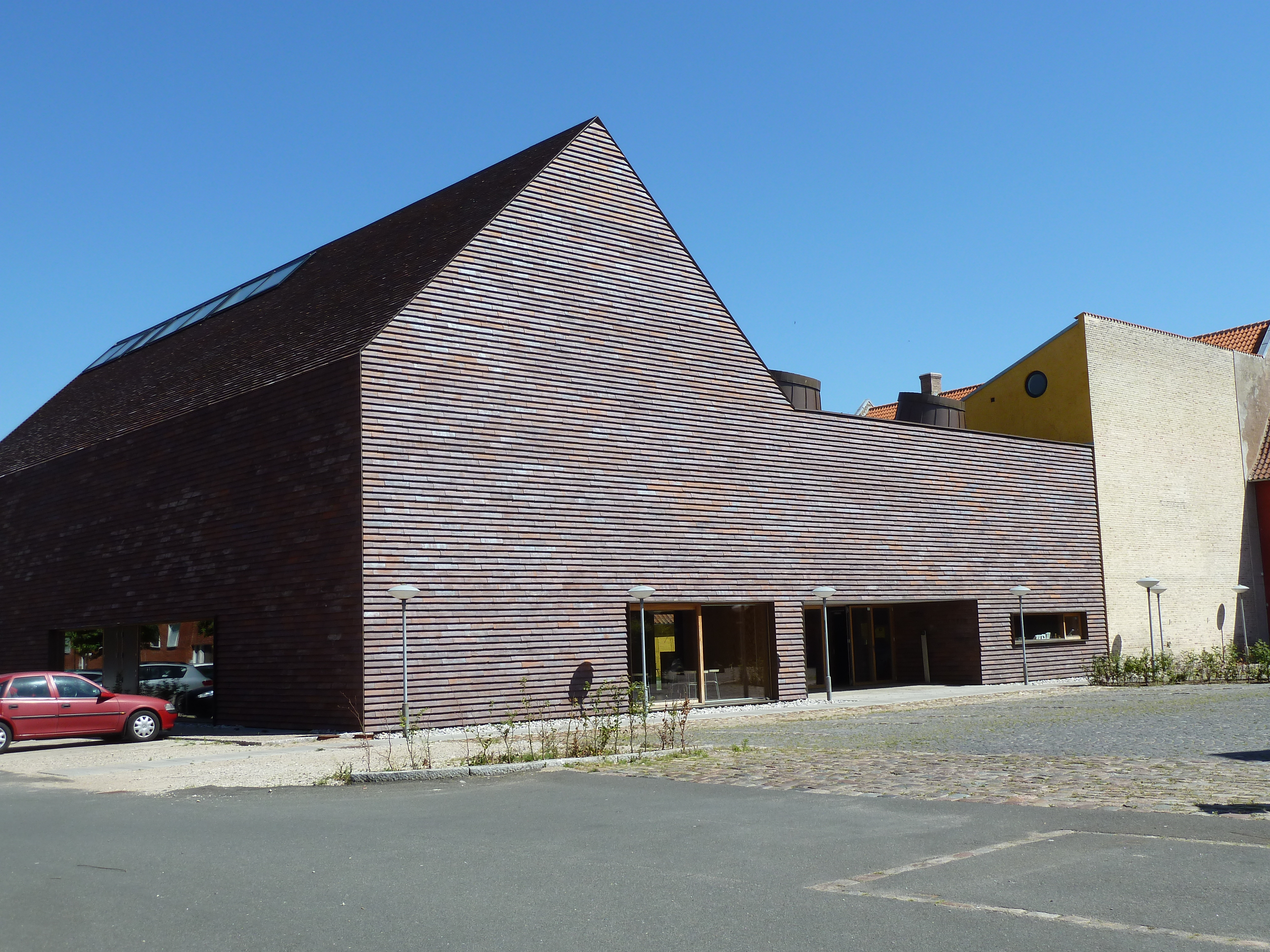
Tillbyggnad 2011

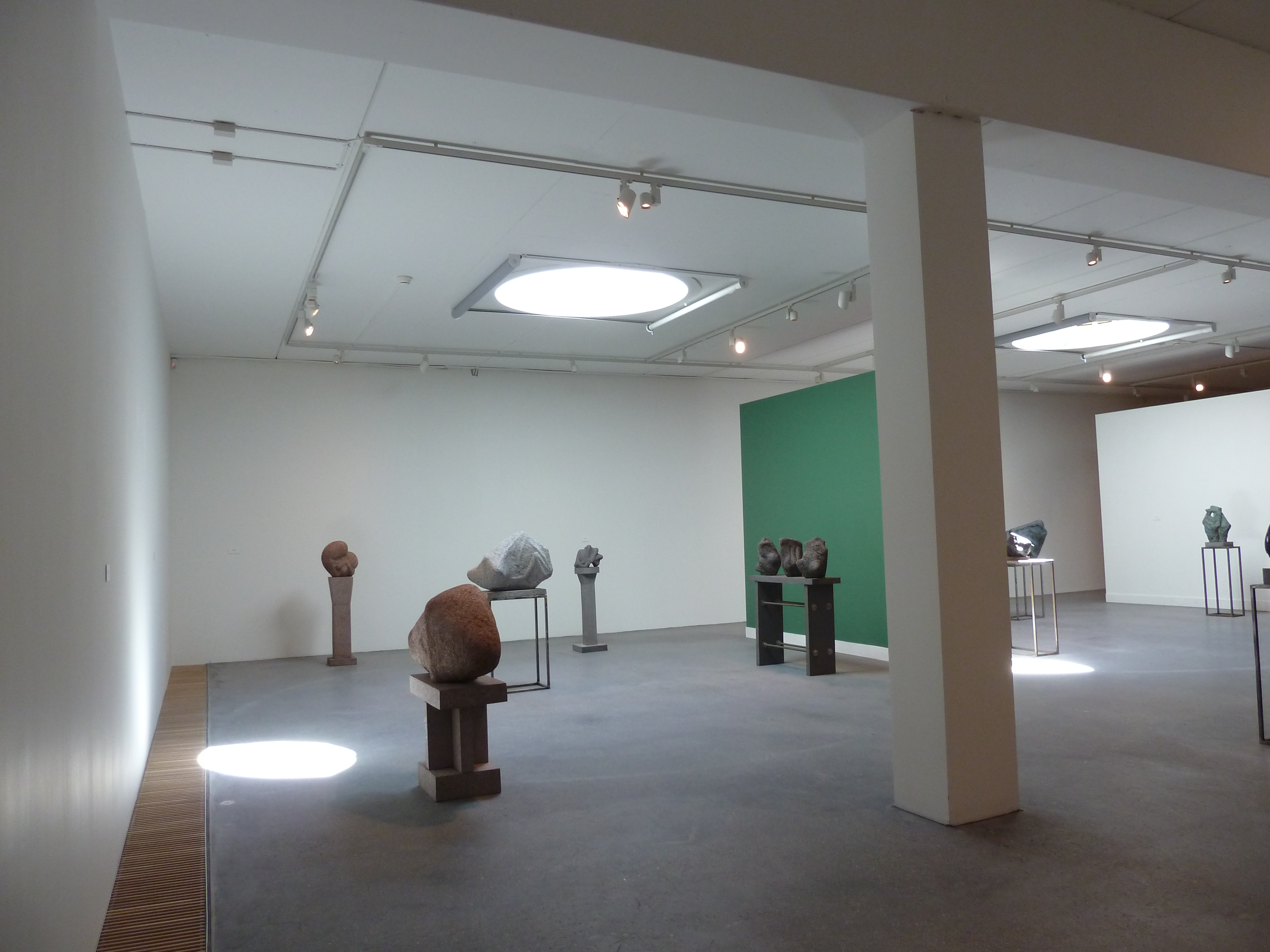
Galleriet under jord

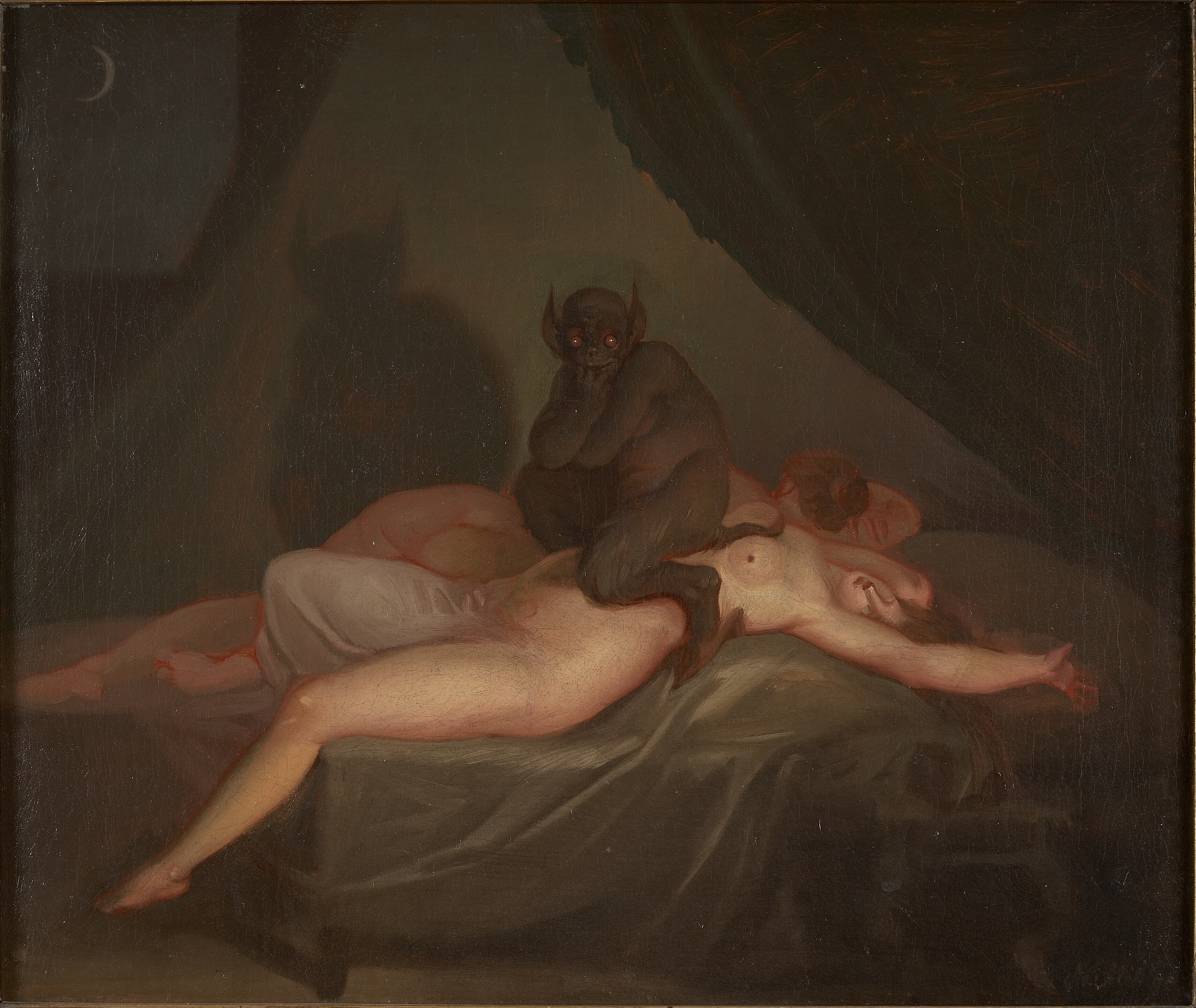
Nicolai Abildgaards version av Henry Fuselis Mardrömmen, en av museets äldsta danska verk

Sorø Kunstmuseum är ett konstmuseum i  Sorø på Själland i Danmark. 
Museets tvåvånings huvudbyggnad vid Sorös huvudgata, Storgade, uppfördes 1832–34 som bostadshus för Sorø Akademi, Det ritades troligen av Frederik Ferdinand Friis och blev byggnadsminnesmärke 1981. Två tilläggsbyggnader tillfördes 2011, ritade av Lundgaard & Tranberg Arkitekter, en längs huvudgatan och en längs en sidogata. Då byggdes också ett galleri under marken, belyst genom skylights på innergården. Museets tillbyggnad nominerades som ett av fyra danska projekt till Mies van der Rohe-priset 2013.

## Samlingar
Sorø Kunstmuseum visar ur sina permananta samlingar dansk konst och också rysk konst i form av målningar, teckningar och ikoner. De äldsta verken i museets danska samling är träsnitt från tolvhundratalet till femtonhundratalet. Museet har målningar av bland andra  Nils Juel, Nicolai Abildgaard, Christoffer Wilhelm Eckersberg, Christen Købke.
År 1997 mottog museet en stor samling ryska verk av arvingarna efter advokaten Hermod Lannung, med ett hundratal målningar och teckningar från perioden 1870–1930. Av förrevulotionär konst fanns i denna verk av bland andra Konstantin Korovin, Vasily Polenov, Alexandre Benois och Isaak Levitan, medan Sovjettiden representeras av bland andra  Alexander Gerasimov och Kuzma Petrov-Vodkin.
Museet har också en samling på omkring 190 ikoner från mellan femtonhundratalet till och med artonhundratalet, baserad på donationer av Per Schrøder, Lorentz Jørgensen and Hermod Lannung, med alla större skolor och viktiga motiv representerade.